# تيمو روست
تيمو روست (بالألمانية: Timo Rost)‏ (29 أغسطس 1978 بلاوف آن در بغنيتز في ألمانيا - ) هو لاعب كرة قدم ألماني في مركز الوسط. شارك مع منتخب ألمانيا الوطني لكرة القدم تحت 15 سنة ‏ ومنتخب ألمانيا تحت 16 سنة لكرة القدم ومنتخب ألمانيا تحت 17 سنة لكرة القدم ومنتخب ألمانيا تحت 19 سنة لكرة القدم ومنتخب ألمانيا تحت 21 سنة لكرة القدم. أما مع النوادي، فقد لعب مع آر بي لايبزيغ وأوستريا فيينا وإنيرجي كوتبوس ونادي شتوتغارت ونادي نورنبرغ وFC Amberg ‏.

## وصلات خارجية
- تيمو روست على موقع قاعدة بيانات كرة القدم.إي يو (الإنجليزية)
- تيمو روست على موقع بيانات كرة القدم. دي إي (الألمانية)
- تيمو روست على موقع عالم كرة القدم.نت (الإنجليزية)